# Prințul Friedrich Wilhelm de Hohenzollern
Frederic Wilhelm, Prinț de Hohenzollern (Friedrich Wilhelm Ferdinand Joseph Maria Manuel Georg Meinrad Fidelis Benedikt Michael Hubert von Hohenzollern-Sigmaringen) (n. 3 februarie 1924, Castelul Umkirch , lângă Freiburg im Breisgau - d. 16 septembrie 2010 , Sigmaringen) a fost șeful casei princiare de Hohenzollern-Sigmaringen din Germania. A fost urmat la șefia Casei de Hohenzollern de fiul lui, Karl Friedrich, Prinț de Hohenzollern.

## Biografie
Prințul Frederic Wilhelm s-a născut la castelul Umkirch.  A fost fiul cel mare al lui Frederic, Prinț de Hohenzollern (1891–1965) și a soției acestuia, Prințesa Margareta Karola de Saxonia (1900–1962), fiica ultimului rege al Saxoniei, Frederick Augustus al III-lea.
În timpul celui de-al Doilea Război Mondial, principele Friedrich Wilhelm de Hohenzollern, fiul principelui Friedrich de Hohenzollern, a fost numit „à la suite”, pe 30 august 1941, cu gradul de sublocotenent în Batalionul 3 Vânători de Munte al Armatei Român „cu ocazia împlinirii vârstei de 50 ani, pe data de 30 August 1941, a Alteței Sale Regale Principele Friederich de Hohenzollern, cât și pentru strângerea cât mai mult a legăturii între armata română și Familia Domnitoare, precum și între cele două națiuni” (potrivit raportului nr. 44.362 din 28 august 1941 al ministrului apărării naționale, gen. Iosif Iacobici).
A devenit șeful Casei de Hohenzollern la 6 februarie 1965 în urma decesului tatălui său, Prințul Friedrich.
În conformitate cu legea românească de succesiune din 1923, urma ca după decesul Regelui Mihai, care avea numai fete, descendenții lui Friedric Wilhelm să pretindă tronul României. În 2006, prințul a declarat public că Hohenzollern nu a avut "nici un interes în tronul românesc"{ SURSA ???}^, iar Regele Mihai a proclamat o actualizare a liniei de succesiune, desemnând-o pe fiica sa cea mare "Prințesă Moștenitoare".

### Căsătorie și copii
Prințul Frederic de Hohenzollern s-a căsătorit  pe 5 ianuarie 1951, la Sigmaringen cu Margarita Ileana Viktoria Alexandra, Prințesă de Leiningen (1932-1996) și a avut trei copii:
- Carol Frederic Emich Meinrad Benedikt Fidelis Maria Michael Gerold [2], Prinț de Hohenzollern (n. 20 aprilie 1952, Sigmaringen). El s-a căsătorit la 17 mai 1985 cu  Alexandra Petra Sophie Schenk, Contesă de Stauffenberg [7] (n. 25 mai 1960), cu care are patru copii. Cuplul a divorțat în 2010 și Carol Frederic s-a recăsătorit în 2010 cu Nina de Zome.
- Albert Johannes Hermann Meinrad Stephan [2] (n. 3 august 1954, Umkirch) s-a căsătorit la 8 septembrie 2001, la Roma, cu Nathalie Rocabado de Viets (n. 10 noiembrie 1970, Hamburg), cu care are copii.
- Ferdinand Maria Fidelis Leopold Meinrad Valentin [2] (n. 14 februarie 1960, Sigmaringen); el s-a căsătorit la 3 august 1996 la Číčov, în Slovacia, cu Contesa Ilona Kálnoky de Köröspatak (n. 9 martie 1968, Bruck an der Mur), cu care are urmași.